# Thomas Peter Brahm

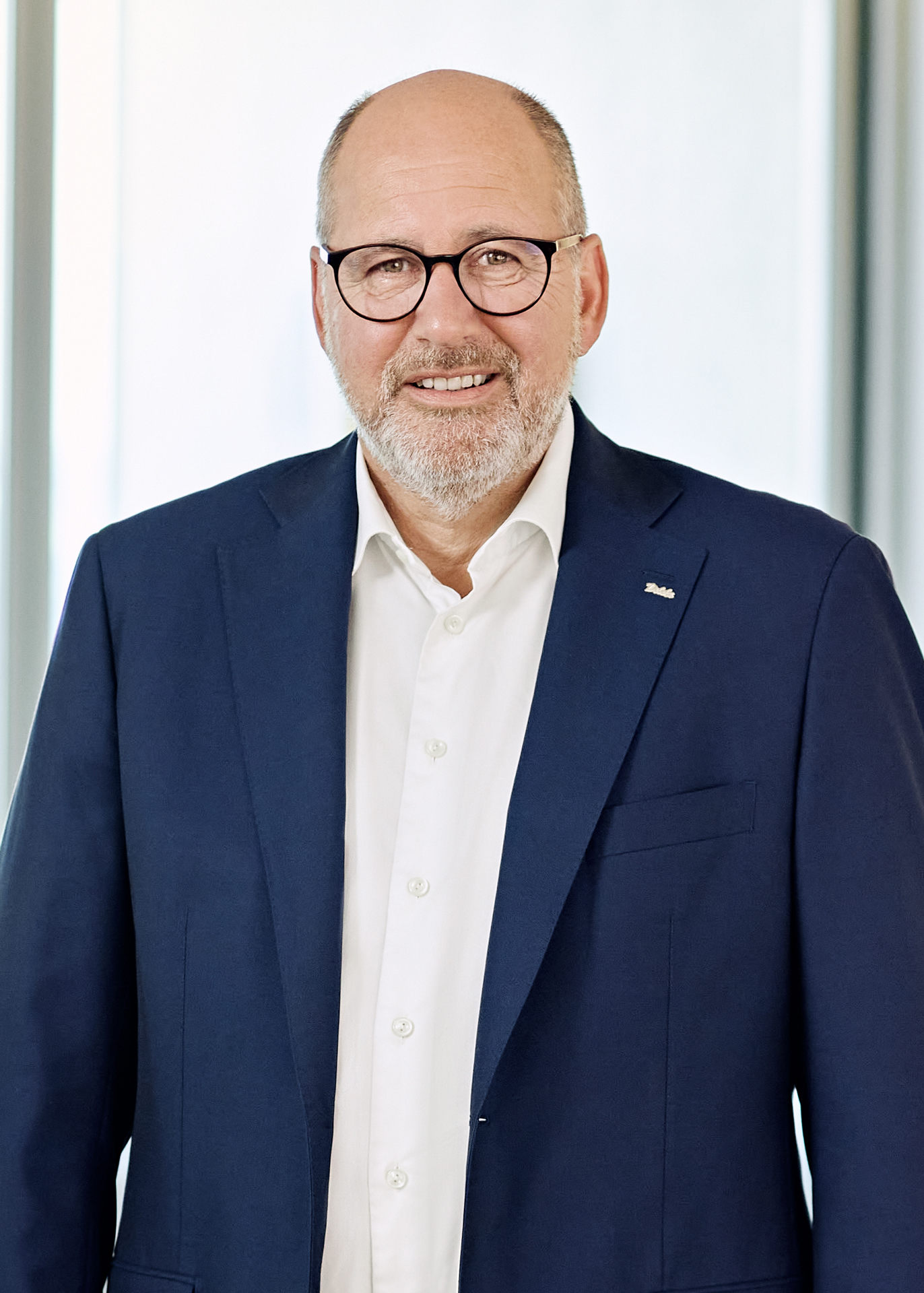
Thomas Brahm (2022)

Thomas Peter Brahm (* 12. Februar 1964 in Bonn) ist ein deutscher Manager in der Versicherungswirtschaft. Seit dem 1. Juli 2018 ist er Vorstandsvorsitzender des Debeka Krankenversicherungsvereins a. G., des Debeka Lebensversicherungsvereins a. G., der Debeka Allgemeinen Versicherung AG und der Debeka Pensionskasse AG. Seit dem 1. Januar 2023 ist er Vorsitzender des Verbandes der Privaten Krankenversicherung e.V.

## Leben und Beruf
Brahm absolvierte von 1982 bis 1985 eine Ausbildung zum Versicherungskaufmann bei der Debeka in Bonn. Nach verschiedenen Führungspositionen im Bereich Sales/Vertrieb an unterschiedlichen Standorten bundesweit und Human Resources am Hauptsitz der Gruppe in Koblenz (Rheinland-Pfalz) wurde Brahm am 1. Juli 2007 in den Vorstand der Debeka Versicherungsunternehmen berufen.
Brahm ist außerdem seit 29. Mai 2019 Aufsichtsratsvorsitzender der Debeka Bausparkasse AG und seit 28. April 2022 Aufsichtsratsvorsitzender der Compass Private Pflegeberatung GmbH.
Er ist unter anderem seit 1. Januar 2023 Vorsitzender des Verbands der privaten Krankenversicherung, Mitglied des Vorstands des Arbeitgeberverbands der Versicherungsunternehmen in Deutschland, Mitglied des Kuratoriums der Hochschule Koblenz und Mitglied im Präsidialausschuss Altersvorsorge und Zukunftssicherung des Gesamtverbands der Deutschen Versicherungswirtschaft (GDV) sowie Mitglied des Präsidiums im GDV. Er ist ebenfalls Mitglied des Vorstands der Landesvereinigung Rheinland-Pfälzischer Unternehmerverbände e.V. Auch ist er Mitglied im Vorstand der Wirtschafts- und Wissenschaftsallianz Koblenz, Vorsitzender des Landesverbands Rheinland-Pfalz des Wirtschaftsrates Deutschlands, Mitglied des Vorstands der Zukunftsinitiative Rheinland-Pfalz sowie des Lenkungskreises der Region R56+ und Mitglied des Versicherungsbeirates der Bundesanstalt für Finanzdienstleistungsaufsicht (BaFin).
Brahm ist verheiratet und Vater von drei Söhnen.